# 後藤伊左衛門

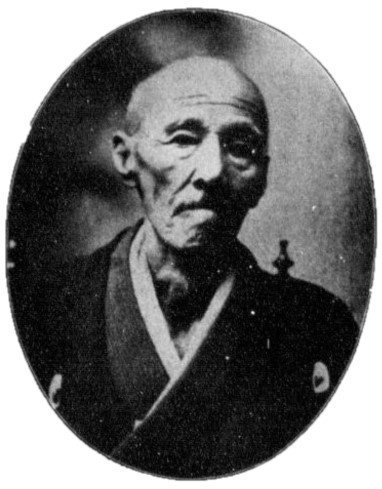
後藤伊左衛門

後藤 伊左衛門（ごとう いざえもん、文政11年（1828年） - 大正4年（1915年）1月10日）は、幕末-明治期の農民、植林事業家。

## 経歴・人物
日向国諸県郡高城郷への人。天保12年（1841年）から杉の植林を始め、養蚕や綿花栽培などの諸産業の振興にも尽力した。